# Пхопхынг
Пхопхынг (тайск. ผึ้ง, пхынг — «пчела») — пхо, 28-я буква тайского алфавита, в инициали слога обозначает глухой придыхательный губно-губной взрывной согласный. В качестве  инициали слога по стилю тонирования относится к аксонсунг (верхний класс). В сингальском пали соответствует букве махапрана паянна, в бирманском пали соответствует букве пхаудоу. В лаосском алфавите соответствует букве пхопхэнг (пчела). На клавиатуре соответствует клавише рус. «Я».

## Ваййакон (грамматика)
- Пхом ( ผม ) — кхамсапханам, личное местоимение 1-го лица ед.ч. муж. рода «Я».
- Пхын ( ผืน ) — лаксананам для тонких плоских предметов (ковры, одеяла, простыни).
- Пхэн ( แผ่น ) — лаксананам для бумаги, плитки, черепицы, кирпичей и т.п.